# Guillaume Louis Dorliac
Guillaume Louis Dorliac est un homme politique français né le 11 juillet 1744 à Toulouse (Haute-Garonne) et mort le 13 avril 1814 au même lieu.

## Biographie
Avocat à Toulouse en 1766, il est membre du directoire du département en 1790 et député de la Haute-Garonne de 1791 à 1792, siégeant dans la majorité. Il est nomme conservateur des hypothèques en l'an III, puis conseiller d'arrondissement et enfin juge au tribunal civil de Toulouse.

## Sources
- « Guillaume Louis Dorliac », dans Adolphe Robert et Gaston Cougny, Dictionnaire des parlementaires français, Edgar Bourloton, 1889-1891 [détail de l’édition]